# Vigilància (mare de Justí II)
Vigilància   (490 - valor desconegut) (en grec: Βιγιλαντία) era germana de l'emperador Justinià I (r. 527–565), i mare del seu successor Justí II (r. 565–574).

## Biografia
Justinià (nascut el 482) i Vigilància eren fills de Vigilància (nascuda c.455), germana de Justí I (r. 518–527), fundador de la dinastia Justiniana. La família era originaria de Bederiana, prop de Naissus (l'actual Niš a Sèrbia) a la Dàcia Mediterrània. Procopi, Teodor Anagnostes, Zacaries Escolàstic, Víctor de Tunnuna, Teòfanes el Confessor i Jordi Cedrè consideren Justí i la seva família il·liris, tot i que Cedrenos no n'està segur. Evagri d'Epifània, Joan Malales, el Chronicon Paschale, la Suïdes, Joan Zonaràs i la Pàtria de Constantinoble els consideren tracio-romans. Mentre que Procopi informa que eren d'origen camperol, Zonaras és l'única font que descriu Justí I com un antic pastor.
Segons sembla, Justinià va néixer a Taurèsium, prop de Scupi, on sembla que s'havien establert els seus pares. El seu pare es deia Sabbatius, mentre que el nom de la seva mare no consta registradament. El nom "Bigleniza" va ser assignat a la mare de Justinià i Vigilància per Niccolò Alamanni (1583–1626), citant com a font una "Vida de Justinià" (llatí: Vita Iustiniani ) de "Theophilus Abbas", un suposat contemporani de Procopi. Malgrat repetides cerques, aquesta font no ha estat mai localitzada per cap altre estudiós. Diversos autors posteriors, inclòs Edward Gibbon, que a la seva obra The History of the Decline and Fall of the Roman Empire cita el nom Bigleniza i altres detalls derivats d'Alamanni, com a font fiable. Com que el nom semblava tenir un origen eslau, posteriorment es desenvoluparien teories sobre els orígens eslaus de Justinià i la seva família. El 1883, James Bryce va descobrir un manuscrit de "Vita Justiniani" al Palazzo Barberini . Només datava del segle XVII i contenia tots els fets esmentats pels Alamanni, inclosa la idea que Bigleniza considerava la seva nora Teodora "no un do de Déu sinó un do del diable ". Bryce va suggerir aquest manuscrit com la font dels Alamanni. Tanmateix, la seva autenticitat era dubtosa, i Konstantin Josef Jireček considerava que aquest manuscrit era obra d'Ivan Tomko Marnavich (1579–1639), arxidiaca d'Agram (Zagreb). Qualsevol altra font que hagi utilitzat, si n'hi ha hagut, no està clara. Marnavich va ser un traductor de textos medievals, en particular d'hagiografies. Bigleniza és simplement una traducció de Vigilància a l'eslau, seguint la teoria de llarga data que mare i filla tenien el mateix nom.
Tot i que nombrosos historiadors esmenten la relació de Vigilància amb Justinià, només Víctor de Tunnuna anomena el seu marit i pare de Justí II, Dulcidi (el seu nom també es tradueix com a Dulcissimus).

## Successió de Justinià
Vigilància és una de les figures que apareixen a In laudem Justini minoris ("En lloança del jove Justí"), un poema de Flavi Cresconi Corip escrit amb motiu de l'ascens al tron de Justí II. És més un elogi fúnebre que una crònica pròpiament dita. Tant Vigilància com la seva nora Sofia són anomenades "divae", que en llatí significa "divines, deesses", i fonts d'inspiració del poeta, substituint les Muses en aquest sentit. Sofia, neboda de Teodora, és probable que fos la seva mecenes i que hagi encarregat el poema. Lynda Garland suggereix que tant Sofia com Vigilància eren les fonts reals de Corip sobre diversos esdeveniments, incloent-hi activitats "entre bastidors".

## Matrimoni i fills
Vigilància i Dulcidi/Dulcissimus eren pares de tres fills: 
- Justí II, emperador. Casat amb Sofia .
- Marcel.
- Preiecta.